# Ludwig von Alvensleben (Gutsbesitzer)
Ludwig von Alvensleben (* 31. März 1805 in Neugattersleben; † 13. Juli 1869 in Neugattersleben) war Besitzer des Gutes Neugattersleben und Mitglied des preußischen Herrenhauses.

## Familie
Ludwig von Alvensleben entstammte der niederdeutschen Adelsfamilie von Alvensleben. Sein Vater war Joachim von Alvensleben (1776–1805), der aber schon mit 29 Jahren starb, seine Mutter Wilhelmine (Minettchen) von Alvensleben (1777–1852) aus Eichenbarleben. Er war der jüngste von sechs Geschwistern. 1831 heiratete er Luise von Trotha aus Schkopau und hatte mit ihr sechs Kinder, darunter den späteren Grafen Werner von Alvensleben (1840–1929).

## Leben
Ludwig von Alvensleben wuchs zunächst in Neugattersleben auf, besuchte das Pädagogium in Halle (Saale), absolvierte einige Jahre Militärdienst und anschließend eine praktische landwirtschaftliche Ausbildung. 1829 übernahm er zusammen mit seinem älteren Bruder Udo die Bewirtschaftung des väterlichen Gutes Neugattersleben, das fast 25 Jahre von einem Vormund verwaltet worden war. Nach einem Erbvergleich mit seinen Brüdern wurde er 1831 Alleinbesitzer des Gutes, das allerdings hoch verschuldet war. 1846 errichtete er in Neugattersleben eine eigene Zuckerfabrik, die bis 1880 in Betrieb war. Anschließend beteiligte sich sein Sohn an der Zuckerfabrik im benachbarten Hohenerxleben. Die wirtschaftliche Lage verbesserte sich entscheidend als man 1849 und 1856 in Neugattersleben Braunkohle fand, die in der Grube „Luise Hedwig“ bis 1923 abgebaut wurde. 
Neben der Bewirtschaftung seiner Betriebe nahm er seine Aufgaben als Kirchenpatron in Neugattersleben, Hohendorf, Löbnitz und Brumby sehr ernst. Er war außerdem Kreisdeputierter, Ritter des Johanniterordens und seit 1868 bis zu seinem Tode Mitglied des preußischen Herrenhauses.